# John Lammers
Johannes Gerardus Adrianus "John" Lammers (født 11. december 1963) er en hollandsk fodboldtræner og tidligere spiller, der spillede som angriber.
Han har tidligere været cheftræner i den danske klub Esbjerg fB, inden han blev fyret i september 2019.

## Trænerkarriere
I juni 2017 blev han udnævnt til ny træner i den danske klub Esbjerg fB. Han blev fyret den 16. september 2019.